# Leif Wager
Leif Christian Wager  (n. 11 februarie 1922, Helsingfors, Finlanda – d. 23 martie 2002, Helsingfors, Finlanda) a fost un actor și cântăreț finlandez.